# Талеш (шагрестан)
Талеш (перс. تالش) — шагрестан в Ірані, в остані Ґілян. За даними перепису 2006 року, його населення становило 179499 осіб, які проживали у складі 42949 сімей.

## Бахші
До складу шагрестану входять такі бахші: 
- Асалем
- Карґан-Руд
- Хавік
- Центральний